# Davorin Jenko
Davorin Jenko (rojen Martin Jenko), slovenski skladatelj in dirigent, * 9. november 1835, Dvorje pri Cerkljah na Gorenjskem, † 25. november 1914, Ljubljana. 

## Življenjepis
Rodil se je očetu Andreju in materi Mariji (rojena Kepic).
Po koncu šolanja na višji gimnaziji v Trstu leta 1858 je odšel na Dunaj, kjer je študiral pravo. V tem času je s pomočjo slovenskega politika in književnika Valentina Zarnika ustanovil in vodil Slovensko pevsko društvo na Dunaju. Leta 1862 je na željo srbske cerkvene občine v Pančevu odšel tjakaj za vodjo cerkvenega petja in glasbenega učitelja. Po nekaj letih zborovodskega dela je postal kapelnik in skladatelj Srbskega narodnega gledališča in Beograjskega pevskega društva, kjer je deloval z vmesnimi prekinitvami vse do leta 1897, ko se je upokojil in se preselil v Ljubljano.

## Delo
Večino slovenskih del je napisal v času študija na Dunaju. Uglasbil je med drugimi Vilharjevo Lipa zelenela je in na besedilo Simona Jenka slovensko himno Naprej zastava slave (1860), ki je zdaj uradna himna Slovenske vojske. Bil je med prvimi na Slovenskem, ki je pisal samospeve, med katerimi izstopajo samospevi na besedila Franceta Prešerna. V obdobju bivanja v Beogradu je skladal zlasti na srbska besedila za gledališče, postavil pa je tudi temelje srbski zborovski glasbi. Na besedilo Jovana Đorđevića je uglasbil srbsko državno himno Bože pravde (1872) in bil avtor tudi prve srbske operete Čarovnica (1882).